# Famille Belloto
 (mai 2015).
La famille Belloto (ou Bellotto) est une famille patricienne de Venise, originaire de Brescia ou de sa région.

## Historique

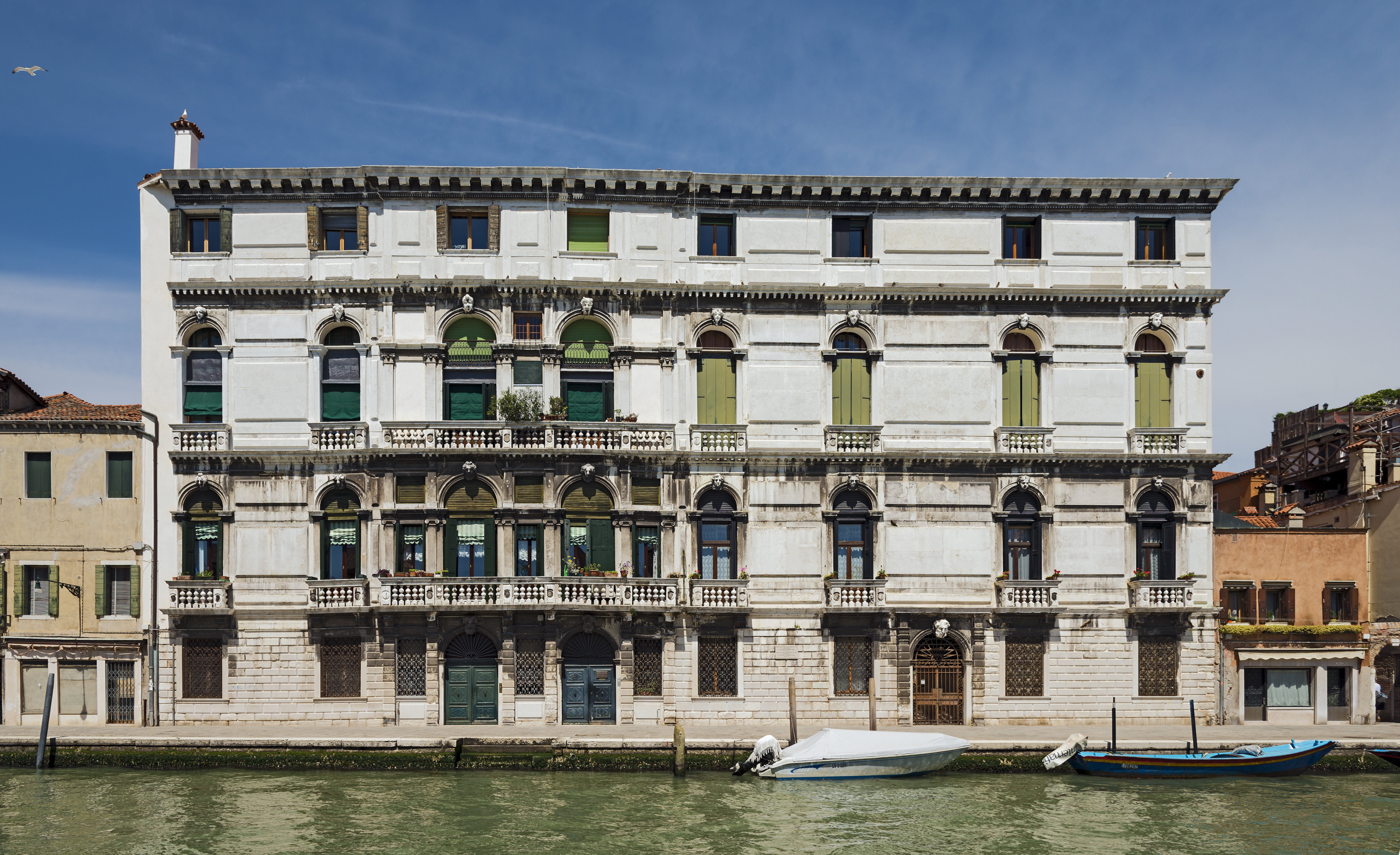
Palais Surian Bellotto

Elle trouve sa souche dans un certain Ludovico, qui joignit Venise au service du marchand Bartolomeo Bellotto, peut-être son père. Ce Ludovico fut désigné tuteur d'un riche jeune homme qui, resté orphelin de père, dilapida son patrimoine à Venise comme laïque, puis à Rome comme religieux. Ludovico récupéra les richesses perdues, et put bientôt entasser un pécule. Ceci lui permit d'offrir à la République, dans les urgences de la guerre de Morée, les 100 000 ducats prévus pour l'agrégation au corps patricien, ce qu'il obtint pour lui et pour ses frères le 4 octobre 1685.
La famille s'éteint en 1759, peut-être avec la mort de Ludovico di Costantino Bellotto. Sa sœur Maria lui survit et l'héritage part en 1721 avec son union à Leonardo di Bartolomeo Grimani.

## Personnalités
- Bernardo Bellotto (1722 - 1780), peintre italien du XVIIIe siècle, se rattachant à l'école vénitienne.

## Armes

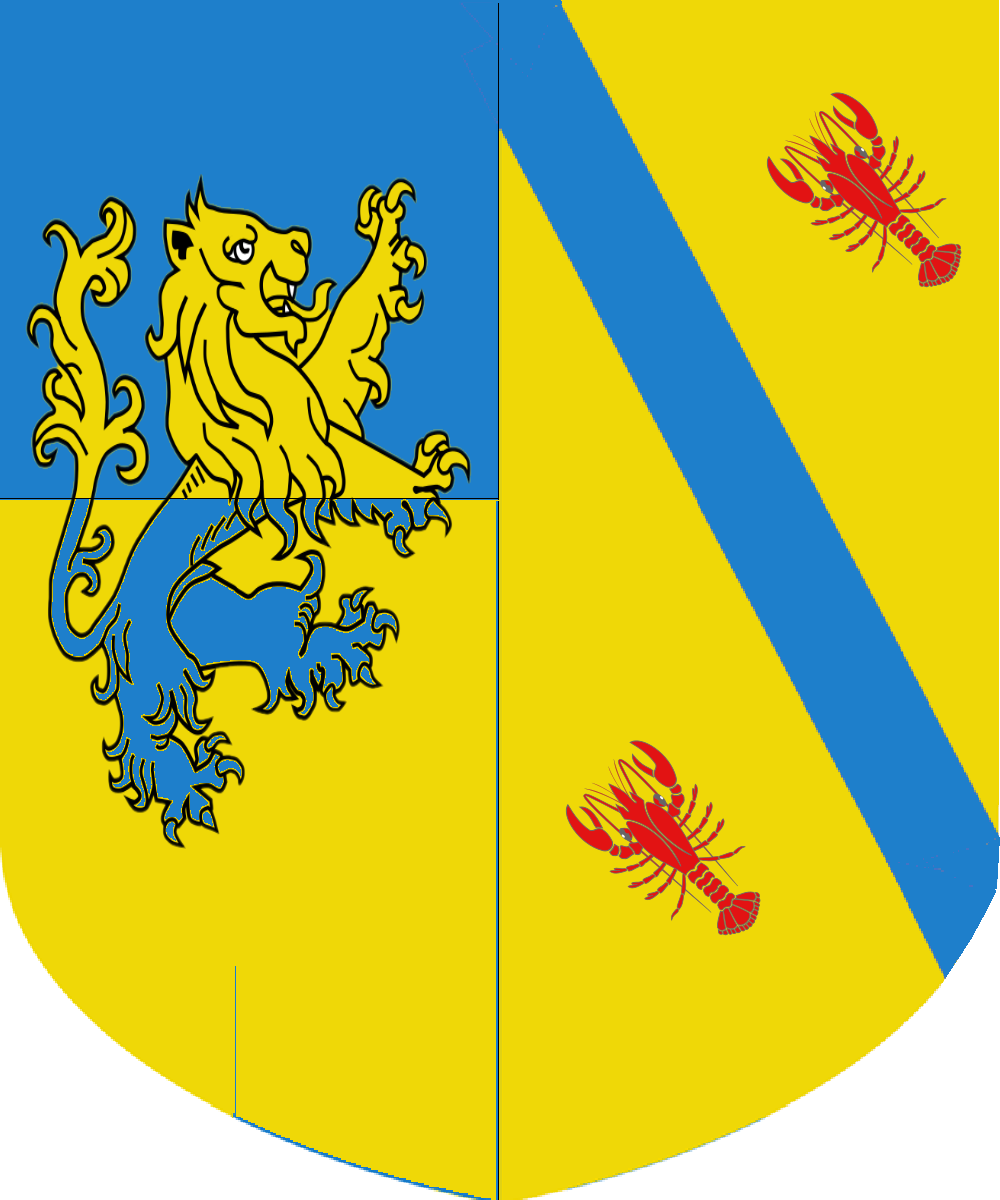
armes des Belloto

Les armes des Belloto sont parti : au 1°, coupé d'azur sur or, au lion contourné de l'un en l'autre, au 2°, d'or, à la bande d'azur, côtoyée de deux scorpions de sable.

## Palais de Venise
- Palais Surian Bellotto